# Judith Scott
Judith Scott (Cincinnati, Ohio, 1 de maig de 1943 – Dutch Flat, Califòrnia, 15 de març de 2005) fou una artista tèxtil nord-americana.
Va néixer en una família de classe mitjana, on es va criar juntament amb la seva germana bessona Joyce. A diferència de Joyce, Judith va néixer amb la síndrome de Down. Durant la seva infància, Judith va patir la febre escarlatina, que li va fer perdre l'audició tot i que la seva condició de sordesa no es va conèixer fins molt més tard a la seva vida. Als set anys, va ser enviada a una institució estatal d'Ohio on va romandre fins que la seva germana, 35 anys més tard, en va aconseguir la tutela. El 1987, la família va inscriure Judith al Creative Growth Art Center d'Oakland, Califòrnia, que dona suport a persones amb discapacitats. Allí, Judith va descobrir la seva passió i talent per a l'art, creant escultures abstractes amb l'ús d'objectes i de fibres tèxtils.
L'art de Judith Scott és fàcilment reconeixible. Es tracta d'objectes recollits i embolcallats amb fibres i fils de colors que es lliguen amb nusos, creant escultures de diverses formes. La seva manera de crear ha estat comparada amb la d'una aranya que teixeix, o el procés de fabricació d'un capoll, que dona lloc a figures totèmiques, algunes de les quals presenten parelles d'objectes que es relacionen amb la seva experiència com a germana bessona.
Durant divuit anys, Judith va treballar de manera incansable, produint més de dos-centes peces. L'any 1999 va fer una exposició, la primera d'una llarga sèrie de mostres que li van permetre rebre el reconeixement internacional. Les seves obres es poden trobar a les col·leccions permanents de diversos museus europeus i nord-americans, entre els quals, el MoMA i el Museu de Folk Art a Nova York i la Col·lecció d'Art Brut a Laussanne. També ha estat protagonista de moltes exposicions pòstumes, la darrera de les quals, Viva Arte Viva, a la Biennal de Venècia l'any 2017. Encara que és inclassificable i independent, ha estat considerada una artista "outsider" i la seva obra s'ha vinculat amb l'Art Brut.
La seva germana Joyce va escriure un llibre autobiogràfic, Entwined – Sisters and secrets in the life of artist Judith Scott.
L'any 2006, Lola Barrera i Iñaki Peñafiel van realitzar el documental ¿Qué tienes debajo del sombrero? sobre la vida de l'artista.